# Dudley Moore
Dudley Stuart John Moore (Dagenham (Groot-Londen), 19 april 1935 – Plainfield, 27 maart 2002) was een Engels (jazz)pianist en acteur.

## Carrière
In 1954 kreeg Moore een beurs om orgel te studeren aan het Magdalen College (Oxford). Hij schreef muziek voor toneel en televisie en trad op als cabaretier. Eind jaren 50 vroeg Peter Cook hem mee te doen met de komedie Beyond The Fringe tijdens het Edinburgh Festival, het jaarlijkse cabaret en toneelfestival in Schotland. Wegens succes draaide de show na het festival nog vier jaar door.

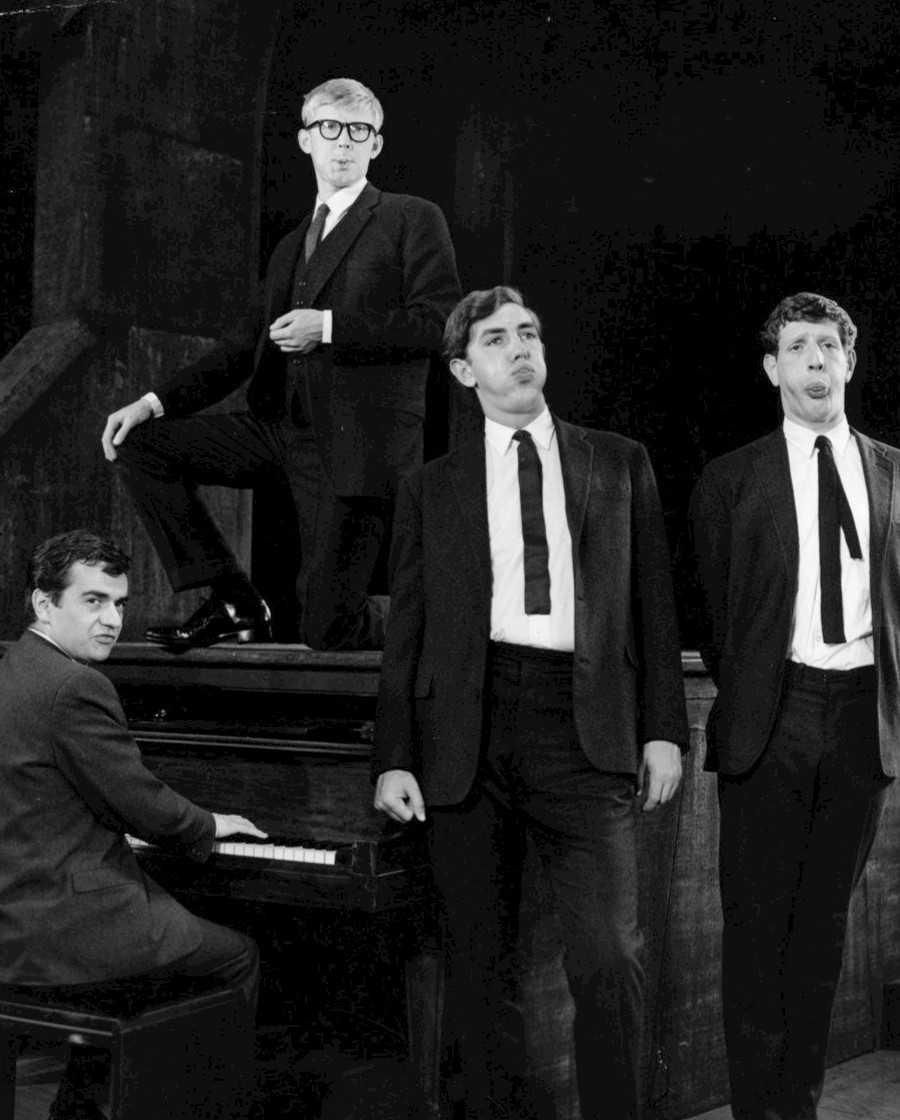
De cast van Beyond the Fringe (Dudley Moore, Alan Bennett, Peter Cook en Jonathan Miller

Moore werkte met Peter Cook als het duo Dud and Pete en allerlei andere typetjes. Hij speelde in diverse Hollywoodfilms, zoals 10 (1979) met Bo Derek en Arthur (1981) met John Gielgud, waarvoor hij genomineerd werd voor een Oscar. Moore kreeg in 2001 een koninklijke onderscheiding op Buckingham Palace.
Halverwege jaren 90 was Moore op de Nederlandse televisie te zien in de commercial 'Ouwe Zak' voor het zoutje Bugles van Smiths.

## Privéleven
Moore scheidde in 1998 van zijn vierde en laatste echtgenote Nicole Rothschild, met wie hij in 1994 trouwde. Hij was eerder getrouwd met actrices Suzy Kendall (1968-1972), Tuesday Weld (1975-1980) en met grimeuse Brogan Lane (1988-1991). Met Weld kreeg hij in 1976 zoon Patrick H. Moore en met Rothschild in 1995 zoon Nicholas Anthony.
Moore overleed op 66-jarige leeftijd aan een longontsteking als complicatie van de zeldzame neurologische aandoening progressieve supranucleaire verlamming. Die aandoening belette hem al eerder om nog piano te kunnen spelen en te acteren.

## Filmografie en televisiewerk
- Flatland (1965)
- The Wrong Box (1966)
- Bedazzled (1967)
- 30 Is a Dangerous Age, Cynthia (1968)
- The Bed-Sitting Room (1969)
- Monte Carlo or Bust! (1969)
- Alice's Adventures in Wonderland (1972)
- The Hound of the Baskervilles (1978)
- Foul Play (1978)
- 10 (1979)
- BBC Horizon: "It's About Time"  (1979)
- Derek and Clive Get the Horn (1979)
- The Muppet Show (1980) (TV)
- Wholly Moses! (1980)
- Arthur (1981)
- Six Weeks (1982)
- Lovesick (1983)
- Romantic Comedy (1983)
- Unfaithfully Yours (1984)
- Micki + Maude (1984)
- Best Defense (1984)
- Santa Claus: The Movie (1985)
- Like Father Like Son (1987)
- Arthur 2: On the Rocks (1988)
- The Adventures of Milo and Otis (1989)
- Crazy People (1990)
- Orchestra! (1991) (TV)
- Blame It on the Bellboy (1992)
- Really Wild Animals (1993)
- Dudley (1993)
- Concerto! (1993) (TV)
- Daddy's Girls (1994) (TV)
- Parallel Lives (1994)
- Oscar's Orchestra (1994)
- The Disappearance of Kevin Johnson (1995)
- A Weekend in the Country (1996)
- The Mighty Kong (1998)

- Bibsys: 90855031
- Biblioteca Nacional de España: XX1183319
- Bibliothèque nationale de France: cb13979796j (data)
- CiNii: DA0887845X
- Gemeinsame Normdatei: 130884448
- International Standard Name Identifier: 0000 0001 0857 6221
- Library of Congress Control Number: n82020538
- MusicBrainz: 2e6ca8b5-ed18-47c2-baa5-e9ea910dea22
- Nationale Bibliotheek van Tsjechië: xx0050494
- Nationale bibliotheek van Australië: 35860910
- Nationale Bibliotheek van Israël: 987007429683405171
- Nationale Bibliotheek van Polen: a0000001721851
- Nationale en Universitaire bibliotheek Zagreb: 000672219
- Nederlandse Thesaurus van Auteursnamen: 071443126
- SNAC: w6f50nnz
- Système universitaire de documentation: 061798746
- Trove: 1120279
- Virtual International Authority File: 54340910
- WorldCat: E39PBJhmFBXTb9Y437MrwWpMfq